# 보령 성주사지 서 삼층석탑
보령 성주사지 서 삼층석탑(保寧 聖住寺址 西 三層石塔)는 대한민국 충청남도 보령시 성주면 성주리 73에 있는 통일신라의 삼층석탑이다. 1963년 1월 21일 대한민국의 보물 제47호로 지정되었다.
성주사지에 일렬로 있는 3개의 석탑 중 하나로 높이는 4m 정도이며, 2층 기단 위에 3층 탑신을 올린 신라 석탑의 기본형이 가장 잘 드러나 있다. 《사적기》에 의하면 3기의 3층석탑은 3세불인 정광불, 약사불, 가섭불의 사리탑이라고 한다.

## 개요
성주사지에서 금당터로 보이는 곳의 뒤쪽으로 나란히 서 있는 3기의 탑 중 가장 서쪽에 있는 석탑이다. 성주사는 구체적 유래는 전하고 있지 않지만 백제 땅에 세워진 통일신라시대의 사찰로, 그 배치구조가 특이하며 이외에도 또 다른 3기의 탑과 석비, 귀부, 석축, 초석 등 많은 석조유물이 남아 있다.
탑을 받치고 있는 기단(基壇)은 2단으로 되어 있으며, 기단 맨윗돌에 1층 탑몸돌을 괴기 위한 별도의 받침돌을 두어 고려석탑으로 이어지는 새로운 양식을 보여준다. 3층을 이루는 탑신(塔身)의 1층 몸돌 남쪽 면에는 짐승얼굴모양의 고리 1쌍을 조각하였다. 지붕돌은 밑면에 4단씩의 받침이 있으며 네 귀퉁이는 경쾌하게 약간 치켜올라갔다. 꼭대기에는 탑의 머리장식이 남아 있지 않고, 장식을 받쳐주던 네모난 받침돌(노반)만 놓여 있다.
1971년 해체 ·수리 당시 1층 몸돌에서 네모난 사리공을 발견하였으나 그 안에 향나무 썩은 가루와 먼지만 남아 있었다고 한다. 함께 위치한 다른 두 탑에 비해 너비가 넓어 장중한 느낌이 드는 탑으로, 기단이나 지붕돌의 양식으로 보아 통일신라 후기의 작품으로 추정된다.

## 같이 보기
- 삼층석탑
- 성주사지

## 참고 자료
- 보령 성주사지 서 삼층석탑 - 국가유산청 국가유산포털